# Alen Avdić
Alen Avdić (sinh ngày 3 tháng 4 năm 1977) là một cầu thủ bóng đá người Bosna và Hercegovina.

## Đội tuyển bóng đá quốc gia Bosna và Hercegovina
Alen Avdić thi đấu cho đội tuyển bóng đá quốc gia Bosna và Hercegovina từ năm 1999.

## Thống kê sự nghiệp
| Đội tuyển bóng đá Bosna và Hercegovina | Đội tuyển bóng đá Bosna và Hercegovina | Đội tuyển bóng đá Bosna và Hercegovina |
| Năm                                    | Trận                                   | Bàn                                    |
| -------------------------------------- | -------------------------------------- | -------------------------------------- |
| 1999                                   | 3                                      | 0                                      |
| Tổng cộng                              | 3                                      | 0                                      |